# دانتيس
داناتس "Dantès"  أو "Dai Liang" اسمه الحقيقي كريستوف إسكان "Christophe Hisquin" هو مغني، كاتب كلمات، ملحن وكاتب فرنسي. ينشط داناتس تظاهرات  فنية بثلاثة لغات الفرنسية، الإنجليزية والصينية.

## 2005 - 2011
اختص بعلم الاجتماع ودرس الحضارة الصينية. داناتس الفنان استطاع أن يمزج بين الثقافة والفكر الفرنسي وموازين اللغة الصينية. البعض يعتبره رائد في French mandopop حيث أصدر ألبومه Parfums d'extrême  الذي أصدر في الصين عام 2006 فصار يظهر على القنوات الصينية. 
في عام 2008 دعي إلى المشاركة في حصة تلفزيونية على قناة  3 France   الفرنسية أين عرض مساره الفني ومن ثم أصبحت الصحافة الفرنسية تهتم بأسلوبه الجديد كقنواتRadio BFM Radio,   Le Progrès de Lyon ,Radio France Lyon TV 
في نهاية سنة 2008 ناقش كريستوف إسكان أطروحة الدكتوراه موضوعها صناعة الموسيقى في الصين في بداية القرن الواحد والعشرين " au début du XXIème   l'industrie musicale en Chine" بجامعة جون مولان لييون 3 Université Jean Moulin  
في عام 2009 أصدر ألبومه الثاني Dailiang باللغة الفرنسية والصينية مع شركة Jiesheng أين مزج بين البوب روك Pop rock والموسيقى التقليدية الصينية مستعملا آلات كالناي ديزي la flûte dizi , الكمان إرهو la vièle erhu وأبرا بيجينl'opéra de Pékin .
في عام 2010 صدر ألبومه «شنغهاي» وكان من إنتاج Ulys Music  أما تصوير الأغنية فقد تّم بمدينة شنهغاي وكان من إخراج فرانك بيري Franc Peret المدير الفني، المصور  المشهور والمختص  بآسيا.
و في نفس السنة دععت القنصلية الفرنسية بشنهغاي دانتاس لإحياء حفلا بمناسبة عيد الموسيقى وقد قدم كالمغني الفرنسي الذي يكتب ويغني باللغة الصينية. وهكذا أصبح دانتاس بمثابة سفير الثقافة الفرنسية بالصين.

## 2012
في بداية سنة 2012 اشترك دانتس في عمل مع قناة Télévision de Shanghai لتنشيط حصة ذات شعبية كبيرة Shenghuo Dabutong .
تحصل دانتاس على جائزة من القناة ICS الناطقة باللغة الإنجليزية وقام بأداء أغنية "فرنسي من الصين" "Français de Chine في حفل للقناة Jiangsu
طبع كاتب سيرته الذاتية بدار الطباعة Yiwen Publishing فلقد نشر له بابا من الكتاب في المجلة الأدبية Bordel de Sthane Million 
في نفس السنة خصصت له التلفزة CCTV برنامج عن مساره الفني  كما استجوبته القناة ICS أين قام بأداء أغنيته Oh ma Chine و Vertu 

## 2013
اشتهرت أغنية دانتاس "Français de Chine " وأصبحت الصحافة الوطنية الصينية تكتب عنه.
تعاون المغني دانتاس مع مدينة ليون Lyon الفرنسية حيث أحيا حفلا بمناسبة عيد الموسيقى الرابع بشنغهاي. وقد تّم تغطية الحدث باللغة الإنجليزية من طرف قناة CCTV.
لقد تلقى دانتاس دعم من طرف جمعية الصينيين بليون la communauté chinoise de Lyon و Onlylyon حيث قام بإحياء حفل بليون وشنغهاي   وقد استجوبه  الصحفي جاك تيني Jaques Thevenet بإذاعة Radio du Mouv et Radio canal 80 
قامت قناة CCTV بإنجاز تقرير عن مشاريع الفنان وحياته في الصين وبثّ على أمواج قناة CCTV 4 في كل أنحاء العالم.